# Fabrizio Spada
Fabrizio Spada (Roma, 17 marzo 1643 – Roma, 15 giugno 1717) è stato un cardinale italiano.

## Biografia
Figlio di Orazio Spada e di Maria Veralli, era da parte paterna pronipote del cardinale Bernardino Spada e nipote del cardinale Giambattista Spada, mentre era nipote del cardinale Fabrizio Verallo da parte materna. Si addottorò in utroque iure presso l'Università di Perugia nel 1664. Prese gli ordini sacri nel 1669 e fu referendario del Tribunale dell'Apostolica Signatura e abate commendatario del monastero di Santa Maria d'Attilia, nella diocesi di San Severino.
Nel 1672 fu nominato arcivescovo titolare di Patrasso, anche se dovette ottenere una dispensa perché non aveva ancora raggiunto l'età canonica, e nunzio papale nel ducato di Savoia: due anni dopo divenne nunzio in Francia.
Papa Clemente X lo creò cardinale presbitero nel concistoro del 27 maggio 1675, dandogli il titolo di San Callisto, che nel 1689 mutò per quello di San Crisogono e nel 1708 per quello di Santa Prassede. Fu legato a Urbino nel 1686 e camerlengo del Sacro Collegio dei Cardinali (1688-1689), cardinale segretario di Stato dal 1691 al 1700 e prefetto della Congregazione del Buon Governo. Fu arciprete della Basilica di San Giovanni in Laterano (1698-99). Nel 1710 divenne cardinale vescovo della sede suburbicaria di Palestrina. Fu prefetto della Congregazione del Sant'Uffizio dal 1716 alla morte.
Morì nel palazzo di famiglia, a Roma: la salma venne esposta nella chiesa di Santa Maria in Vallicella, dove si svolsero i funerali, e sepolta nella cappella di San Carlo Borromeo nella stessa chiesa.

## Genealogia episcopale e successione apostolica
La genealogia episcopale è:
- Cardinale Scipione Rebiba
- Cardinale Giulio Antonio Santori
- Cardinale Girolamo Bernerio, O.P.
- Arcivescovo Galeazzo Sanvitale
- Cardinale Ludovico Ludovisi
- Cardinale Luigi Caetani
- Cardinale Ulderico Carpegna
- Cardinale Paluzzo Paluzzi Altieri degli Albertoni
- Cardinale Gasparo Carpegna
- Cardinale Fabrizio Spada

La successione apostolica è:
- Vescovo Giovanni Carlo Antonelli (1677)
- Vescovo Alfonso de Aloysio (1688)
- Patriarca Michelangelo Mattei (1689)
- Vescovo Marco de Rama, O.S.A. (1690)
- Vescovo Giorgio Parchich (1690)
- Arcivescovo Ferdinando Strozza (1690)
- Vescovo Francesco Picarelli (1690)
- Cardinale Lorenzo Maria Fieschi (1690)
- Cardinale Baldassarre Cenci (1691)
- Cardinale Giovanni Giacomo Cavallerini (1692)
- Vescovo Alessandro Lambert (1692)
- Vescovo Gerolamo Ubertino Provana, C.R. (1692)
- Vescovo Pierre Lambert Ledrou, O.S.A. (1692)
- Arcivescovo Eligio Caracciolo, C.R. (1694)
- Vescovo Francesco Azzolini (1694)
- Vescovo Luigi Capuani (1694)
- Patriarca Muzio Gaeta (1698)
- Cardinale Tommaso Ruffo (1698)
- Cardinale Giambattista Patrizi (1702)
- Patriarca Filippo Carlo Spada (1702)
- Vescovo Carlo Maria Mascardi, B. (1710)